# Koninkrijk Corsica
Het Koninkrijk Corsica was een kortstondig koninkrijk op het eiland Corsica. Het werd gevormd nadat de eilanders de Duitse avonturier Theodor von Neuhoff kroonden tot koning van Corsica.

## Vorming en ondergang
In Genua maakte Neuhoff kennis met een paar Corsicaanse rebellen en bannelingen, aangevoerd door Gian Pietro Gaffori en Giacinto Paoli, en overtuigde ze over het feit dat hij hun land kon bevrijden van Genuese tirannie als zij hem koning maakten van het eiland. Met militaire hulp van de bey van Tunis landde hij in maart 1736 op Corsica. De eilanders, wier campagne niet succesvol was geweest, verkozen hem en kroonden hem tot koning. Hij nam de titel aan van koning Theodoor I, vaardigde edicten uit, stelde een ridderorde in en voerde oorlog tegen de Genuezen, in het begin met enig succes. Maar interne gevechten onder de rebellen leidden al snel tot hun nederlaag. De Genuezen zetten een prijs op zijn hoofd en publiceerden een pamflet waar zijn kleurrijk verleden openbaar werd gemaakt. Von Neuhoff verliet Corsica in november 1736, zogezegd om buitenlandse hulp te zoeken. Na het aftasten van de mogelijkheid van bescherming te vragen aan Spanje en Napels, vertrok hij naar de Republiek der Zeven Verenigde Nederlanden, waar hij in Amsterdam wegens schulden gearresteerd werd.
Na het terugwinnen van zijn vrijheid, stuurde Theodoor zijn neef naar Corsica met een lading wapens; hijzelf keerde in 1738, 1739 en 1743, naar Corsica terug. De gecombineerde Genuese en Franse troepen bleven het land bezetten. 
Nadat Theodor Anton van Neuhoff maar niet slaagde in het besturen van Corsica (door geldgebrek en interne strijd), werd hij verdreven van zijn eiland. Vanaf het vaste land deed hij verscheidene pogingen om zijn koninkrijk te heroveren. Op jacht naar Nederlandse geldschieters, werd zijn logeeradres in 1736 Kasteel Ruurlo. Geheel vlekkeloos was zijn verblijf in de Achterhoek niet. Hij zou in het kasteel een knecht hebben doodgeslagen. In 1748 verbleef de balling-koning enige tijd op Huis ‘t Velde bij Zutphen, waar zijn verwante familie Van Dorth hem onderdak bood. In 1749 kwam hij in Engeland aan om daar steun te zoeken, maar kwam uiteindelijk in de schulden terecht. In 1755 werd hij in Londen opgesloten in een gevangenis voor schuldenaars. Hij won zijn vrijheid terug door zichzelf bankroet te verklaren, waardoor zijn koninkrijk overgemaakt werd naar zijn schuldeisers. Tot zijn dood in 1756 leefde hij van de weldadigheid van Horace Walpole en een paar andere vrienden.